# Carolina Panthers 2024
La stagione 2024 dei Carolina Panthers è stata la 30ª della franchigia nella National Football League e la prima con Dave Canales come capo-allenatore. La squadra ha terminato la stagione precedente con il peggior record della lega ma la prima scelta assoluta nel Draft NFL 2024 è passata ai Chicago Bears nell'ambito dello scambio che l'anno precedente aveva permesso di scegliere come primo assoluto il quarterback Bryce Young.

## Scelte nel Draft 2024
| Scelte dei Panthers nel Draft 2024 |        |                                      |                                      |                                      |                                      |
| Giro                               | Scelta | Giocatore                            | Ruolo                                | College                              | Note                                 |
| 1                                  | 1      | Scambiata con i Chicago Bears        | Scambiata con i Chicago Bears        | Scambiata con i Chicago Bears        |                                      |
| 1                                  | 32     | Xavier Legette                       | WR                                   | South Carolina                       | da Kansas City via Buffalo           |
| 2                                  | 33     | Scambiata con i Buffalo Bills        | Scambiata con i Buffalo Bills        | Scambiata con i Buffalo Bills        |                                      |
| 2                                  | 46     | Jonathon Brooks                      | RB                                   | Texas                                | Da Indianapolis Colts                |
| 3                                  | 72     | Trevin Wallace                       | LB                                   | Kentucky                             | Dai NY Jets                          |
| 4                                  | 101    | Ja'Tavion Sanders                    | TE                                   | Texas                                |                                      |
| 5                                  | 141    | Scambiata con i Buffalo Bills        | Scambiata con i Buffalo Bills        | Scambiata con i Buffalo Bills        | Dai NY Giants                        |
| 5                                  | 142    | Scambiata con gli Indianapolis Colts | Scambiata con gli Indianapolis Colts | Scambiata con gli Indianapolis Colts | Da Tennessee                         |
| 5                                  | 157    | Chau Smith-Wade                      | CB                                   | Washington State                     | Da Cleveland via Minnesota e NY Jets |
| 5                                  | 166    | Scambiata con i NY Giants            | Scambiata con i NY Giants            | Scambiata con i NY Giants            |                                      |
| 6                                  | 178    | Scambiata con i Pittsburgh Steelers  | Scambiata con i Pittsburgh Steelers  | Scambiata con i Pittsburgh Steelers  |                                      |
| 6                                  | 200    | Jaden Crumedy                        | DT                                   | Mississippi State                    | Da Buffalo                           |
| 7                                  | 221    | Scambiata con i Tennessee Titans     | Scambiata con i Tennessee Titans     | Scambiata con i Tennessee Titans     |                                      |
| 7                                  | 240    | Michael Barrett                      | LB                                   | Michigan                             | Da Pittsburgh                        |

## Staff
| Staff dei Carolina Panthers |
| --- |
| Organi dirigenziali - Proprietario – David Tepper - Presidente – Kristi Coleman - General manager – Dan Morgan - Vice presidente delle operazioni del football & consulente senior della proprietà – Steven Drummond - Vice presidente dell'amministrazione del football – Samir Suleiman - Vice presidente del personale dei giocatori – Pat Stewart - Dirigente del personale senior – Jeff Morrow - Direttore delle operazioni del football – Mike Anderson - Direttore degli osservatori del college – Cole Spencer - Assistente del dir. degli oss. dei professionisti – Rob Hanrahan - Director of football analytics – Taylor Rajack Capo allenatore - Dave Canales Altri allenatori - Head athletic trainer – Kevin King - Preparatore atletico – Jeremy Scott - Assistente p.a. – Thomas Barbeau Allenatori dell'attacco - Coordinatore offensivo – Ben McAdoo - Quarterback – Sean Ryan - Assistente quarterback – Matt Lombardi - Assistente attacco senior/running back – Jeff Nixon - Wide receiver – Joe Dailey - Tight end – Kevin M. Gilbride - Offensive line – James Campen - Assistente offensive line – Robert Kugler Allenatori della difesa - Coordinatore difensivo – Phil Snow - Gioco sulle corse – Al Holcomb - Defensive line – Paul Pasqualoni - Assistente difesa senior/linebacker – Mike Siravo - Gioco sui passaggi/secondary – Steve Wilks - Cornerback – Evan Cooper - Specialista pass rush – Don Johnson Allenatori dello special team - Coordinatore dello Special Team – Chris Tabor - Assistente special team – Ed Foley |

## Roster
| Roster dei Carolina Panthers |
| --- |
| Quarterback - 14 Andy Dalton - 16 Jack Plummer - 9 Bryce Young Running Back - 3 Raheem Blackshear - 34 Mike Boone - 6 Miles Sanders Wide Receiver - 88 Dan Chisena - 18 Jalen Coker - 28 Velus Jones Jr. - 17 Xavier Legette - 83 David Moore - 19 Adam Thielen - 13 Deven Thompkins Tight End - 84 Feleipe Franks - 0 Ja'Tavion Sanders - 82 Tommy Tremble Offensive Linemen - 70 Brady Christensen C - 79 Ikem Ekwonu LT - 50 Robert Hunt RG - 61 Jarrett Kingston RG - 68 Damien Lewis LG - 64 Cade Mays C - 72 Taylor Moton RT - 77 Yosh Nijman T - 62 Chandler Zavala LG Defensive Linemen - 96 Jaden Crumedy DT - 93 LaBryan Ray DE - 74 Sam Roberts DT - 94 A'Shawn Robinson DE - 99 Shy Tuttle DT - 75 DeShawn Williams DT Linebacker - 7 Jadeveon Clowney OLB - 45 Cam Gill OLB - 47 Josey Jewell ILB - 49 Jon Rhattigan ILB - 41 Jacoby Windmon OLB - 98 D. J. Wonnum OLB - 57 Chandler Wooten ILB Defensive Back - 27 Shemar Bartholomew CB - 29 Akayleb Evans CB - 31 Caleb Farley CB - 42 Sam Franklin Jr. SS - 20 Jordan Fuller FS - 8 Jaycee Horn CB - 23 Dane Jackson CB - 2 Mike Jackson CB - 32 Lonnie Johnson Jr. CB - 36 Demani Richardson SS - 21 Nick Scott SS - 25 Xavier Woods FS Special Team - 10 Johnny Hekker P - 44 J.J. Jansen LS - 4 Eddy Piñeiro K Lista delle riserve - 78 Popo Aumavae DT (IR) - 38 Amaré Barno OLB (IR) - 24 Jonathon Brooks RB (IR) - 95 Derrick Brown DE (IR) - 53 Claudin Cherelus ILB (IR) - 63 Austin Corbett C (IR) - 30 Chuba Hubbard RB (IR) - 52 D.J. Johnson OLB (NF-Inj.) - 26 Chau Smith-Wade CB (IR) - 80 Ian Thomas TE (IR) - 54 Shaq Thompson ILB (IR) - 56 Trevin Wallace ILB (IR) - 92 Raequan Williams DT (IR) Squadra di allenamento - 39 Emani Bailey RB - 65 Ja'Tyre Carter G - 46 Dominique Dafney TE - 55 Kenny Dyson OLB - 48 Thomas Incoom OLB - 11 Trenton Irwin WR - 15 T. J. Luther WR - 81 Jordan Matthews TE - 12 Dax Milne WR - 43 Jackson Mitchell LB - 86 Praise Olatoke WR - 60 Andrew Raym C - 97 T. J. Smith DT - 85 Stephen Sullivan TE (Practice squad/Injured) - 73 Brandon Walton LT Roster aggiornato al 6 gennaio 2025 53 attivi, 8 inattivi, 14 nella squadra di allenamento |
| Legenda - I rookie sono in corsivo. - Il primo ruolo è il principale mentre gli eventuali successivi indicano i ruoli secondari. - (IR) sta per Injured Reserve ed indica la lista ristretta per un solo giocatore infortunato che può tornare ad allenarsi dopo la settimana 6 e a rientrare in prima squadra dopo che questa ha giocato 8 partite. - (NF-Inj.) / (NF-Ill.) stanno rispettivamente per Non-Football Injured e Non-Football Illness ed indicano le liste dove viene inserito un giocatore che ha un infortunio o una malattia non dipendente dal football americano. - (PUP) sta per Physically Unable to Perform ed indica la lista dove viene inserito un giocatore mentre è in attesa di recuperare la condizione fisica. Nella stagione regolare dopo la sesta partita giocata dalla propria squadra, il giocatore ha tempo tre settimane per riprendere ad allenarsi, più tre settimane aggiuntive dal suo rientro agli allenamenti per rientrare in prima squadra. |

## Precampionato
Gli avversari del precampionato furono resi note il 15 maggio 2024, in concomitanza della pubblicazione del calendario della stagione regolare.
| Precampionato |           |           |                        |           |        |                         |            |         |
| Settimana     | Data      | Ora (ET)  | Avversario             | Risultato | Record | Stadio                  | TV         | Sintesi |
| 1             | 8 agosto  | 7:00 p.m. | @ New England Patriots | S 3-17    | 0-1    | Gillette Stadium        | WRFX (Fox) | Sintesi |
| 2             | 17 agosto | 7:00 p.m. | New York Jets          | S 12-15   | 0-2    | Bank of America Stadium | WRFX (Fox) | Sintesi |
| 3             | 24 agosto | 1:00 p.m. | @ Buffalo Bills        | V 31-26   | 1-2    | Highmark Stadium        | WRFX (Fox) | Sintesi |

## Stagione regolare

### Calendario
Il calendario della stagione regolare fu reso noto il 15 maggio 2024. Data e orario della gara di settimana 18 furono definiti il 29 dicembre, subito dopo lo svolgimento del diciassettesimo turno.
| Stagione regolare |                    |                    |                         |                    |                    |                            |                    |                    |
| Settimana         | Data               | Ora (ET)           | Avversario              | Risultato          | Record             | Stadio                     | TV                 | Sintesi            |
| 1                 | 8 settembre        | 1:00 p.m.          | @ New Orleans Saints    | S 10-47            | 0-1                | Caesars Superdome          | Fox                | Sintesi            |
| 2                 | 15 settembre       | 1:00 p.m.          | Los Angeles Chargers    | S 3-26             | 0-2                | Bank of America Stadium    | CBS                | Sintesi            |
| 3                 | 22 settembre       | 4:05 p.m.          | @ Las Vegas Raiders     | V 36-22            | 1-2                | Allegiant Stadium          | CBS                | Sintesi            |
| 4                 | 29 settembre       | 1:00 p.m.          | Cincinnati Bengals      | S 24-34            | 1-3                | Bank of America Stadium    | Fox                | Sintesi            |
| 5                 | 6 ottobre          | 1:00 p.m.          | @ Chicago Bears         | S 10-36            | 1-4                | Soldier Field              | Fox                | Sintesi            |
| 6                 | 13 ottobre         | 4:25 p.m.          | Atlanta Falcons         | S 20-38            | 1-5                | Bank of America Stadium    | Fox                | Sintesi            |
| 7                 | 20 ottobre         | 4:05 p.m.          | @ Washington Commanders | S 7-40             | 1-6                | Northwest Stadium          | CBS                | Sintesi            |
| 8                 | 27 ottobre         | 4:25 p.m.          | @ Denver Broncos        | S 14-28            | 1-7                | Empower Field at Mile High | CBS                | Sintesi            |
| 9                 | 3 novembre         | 1:00 p.m.          | New Orleans Saints      | V 23-22            | 2-7                | Bank of America Stadium    | CBS                | Sintesi            |
| 10                | 10 novembre        | 9:30 a.m.          | New York Giants (I)     | V 20-17 (DTS)      | 3-7                | Allianz Arena (Monaco)     | NFL Network        | Sintesi            |
| 11                | Settimana di pausa | Settimana di pausa | Settimana di pausa      | Settimana di pausa | Settimana di pausa | Settimana di pausa         | Settimana di pausa | Settimana di pausa |
| 12                | 24 novembre        | 1:00 p.m.          | Kansas City Chiefs      | S 27-30            | 3-8                | Bank of America Stadium    | CBS                | Sintesi            |
| 13                | 1º dicembre        | 4:05 p.m.          | Tampa Bay Buccaneers    | S 23-26 (DTS)      | 3-9                | Bank of America Stadium    | Fox                | Sintesi            |
| 14                | 8 dicembre         | 1:00 p.m.          | @ Philadelphia Eagles   | S 16-22            | 3-10               | Lincoln Financial Field    | Fox                | Sintesi            |
| 15                | 15 dicembre        | 1:00 p.m.          | Dallas Cowboys          | S 14-30            | 3-11               | Bank of America Stadium    | Fox                | Sintesi            |
| 16                | 22 dicembre        | 1:00 p.m.          | Arizona Cardinals       | V 36-30 (DTS)      | 4-11               | Bank of America Stadium    | Fox                | Sintesi            |
| 17                | 29 dicembre        | 1:00 p.m.          | @ Tampa Bay Buccaneers  | S 14-48            | 4-12               | Raymond James Stadium      | CBS                | Sintesi            |
| 18                | 5 gennaio          | 1:00 p.m.          | @ Atlanta Falcons       | V 44-38 (DTS)      | 5-12               | Mercedes-Benz Stadium      | CBS                | Sintesi            |

Note:
- Gli avversari della propria division sono in grassetto.
- Il simbolo "@" indica una partita giocata in trasferta.
- (I) indica una partita delle NFL International Series.

## Premi

### Premi settimanali e mensili
- Andy Dalton:

quarterback della settimana 3
- Chuba Hubbard:

giocatore offensivo della NFC della settimana 16